# Wierzbiak
Wierzbiak (niem. Weidelache) – rzeka w województwie dolnośląskim (powiaty: świdnicki, jaworski, Legnica oraz legnicki), prawy dopływ Kaczawy, źródła na Wzgórzach Strzegomskich ok. 4 km od Strzegomia, ujście do Kaczawy ok. 7,5 km poniżej Legnicy, na pewnym odcinku stanowi wschodnią granicę administracyjną miasta, rzeka płynie głównie przez tereny rolnicze. Długość rzeki wynosi: 46 km.
Wierzbiak wypływa na wzgórzach blisko 4,5 km na północny zachód od centrum Strzegomia. W początkowym biegu w pobliżu Jawora przyłącza nieliczne małe potoki, ale nie wpada do niego żaden większy dopływ, dlatego pozostaje małą rzeką.
W pierwszej połowie swojego biegu przepływa przez doliny pośród wzgórz, między którymi po kamienistym często bazaltowym dnie przemyka przezroczysta woda rzeki.
W tych to okolicach w średniowieczu rzeka zawierała złotonośne osady. Kruszec znajdowany na obszarze w pobliżu rzeki dał asumpt do powstania kopalni w Mikołajowicach.
Na rzece zbudowano zaporę, w efekcie czego powstał zbiornik Mściwojów.

## Zabytki nad Wierzbiakiem
- W Gniewomierzu znajduje się dom prezentujący dawną ludową zabudowę ziemi legnickiej, a także mały kościół, w którym przechowywane są relikty romańskie.
- We wsi Biskupice, nad nurtem Wierzbiaka, rozpięty jest kamienny most, relikt z czasów księstwa legnickiego.
- Powyżej, we wsi Lubień, w dolinie rzeki między wzgórzami znajduje się stary pałac. W średniowieczu na wyspie otoczonej fosą zasilaną przez Wierzbiak stał mały zamek lub dwór obronny. W początkach wieku XVII budowlę przebudowano na styl manierystyczny, w którym można oglądać go obecnie. Po roku 1945 budynek został podzielony na mieszkania prywatne, uległ degradacji. W 1989 był własnością prywatną[2].
- W górnym biegu we wsi Mierczyce znajduje się zabytek, reprezentatywny dla sztuki dolnośląskiej, budowla z kamienia łamanego ze średniowieczną wieżą na planie kwadratu, przechodząca w oktagon, zwieńczoną barokowym hełmem. W budowli znajdują się zachowane blisko 750-letnie relikty sztuki gotyckiej.

## Fauna rzeki
W górnym i środkowym jej biegu żerują ławice strzebli potokowej.

## Dopływy
- Chłodnik
- Chotla
- Kojszkówka
- Modzel
- Osina
- Uszewnica
- Kopanina

## Miejscowości nad Wierzbiakiem
- Mściwojów – Zbiornik Mściwojów
- Luboradz
- Skała
- Mierczyce
- Lubień
- Biskupice
- Gniewomierz
- Bartoszów
- Legnica
- Rogoźnica
- Goczałków